# 배성혁
배성혁은 대한민국의 문화기관단체인이다.

## 방송
- 2020 DIMF 뮤지컬 스타 (2020) - 심사위원